# Damblain
Damblain település Franciaországban, Vosges megyében. Lakosainak száma 258 fő (2022. január 1.). Damblain Romain-aux-Bois, Tollaincourt, Breuvannes-en-Bassigny, Germainvilliers és Blevaincourt községekkel határos.

## Népesség
A település népességének változása:
| Lakosok száma | 254  | 254  | 261  | 254  | 253  | 252  | 251  | 254  | 258  |
|               | 2013 | 2015 | 2016 | 2017 | 2018 | 2019 | 2020 | 2021 | 2022 |